# Alfredo Acito
Alfredo Acito (Pozzuoli, 22 maggio 1898 – Milano, 9 luglio 1953) è stato un filosofo italiano del periodo fascista e attivista del regime.

## Biografia
Ha studiato legge all'Università di Torino. Iscritto all'Albo degli Avvocati di Milano dal 7 settembre 1926. Nel 1935 Acito divenne direttore della rivista Tempo di Mussolini.
Fu selezionato al Premio San Remo del 1937 per il libro Machiavelli contro L'anti Roma.
Nel mese di ottobre del 1942 partecipò come rappresentante italiano al Congresso dell'Unione Europea degli Scrittori svoltosi a Weimar.
Insegnò diritto Storia e dottrina del fascismo all'Università degli Studi di Genova.

## Opere
- Il Popolo d'Italia, 1921
- L'Oriente arabo: Odierne questioni politiche della Siria, Libano, Palestina, Irak, Popolo d'Italia, 1921.
- Corporazioni e sindacati nello stato, nella storia, nei partiti politici, Milano, Trasi, 1924.
- Il volto della rivoluzione: 1) Storia della rivoluzione; 2) La dottrina dello stato; 3) Realtà nazionali; 4) Il Fascio e le Verghe, Milano, Morreale, 1930. Pref. di Paolo Buzzi.
- L'idea unitaria dello stato, Milano, Sonzogno, 1935.
- La dottrina dello stato nel pensiero di Vincenzo Cuoco. Contributo allo studio del pensiero politico del secolo XVIII, Milano, Sonzogno, 1936.
- La corporazione e lo stato. Dall'epoca di Roma all'epoca di Mussolini, Milano, Pirrola, 1937.
- Catalogo della mostra di sculture e disegni di Vincenzo Gemito. Milano Castello Sforzesco Aprile 1938-XVI, Milano, Orsa, 1938.
- Il trattato di ben governare. Opera inedita di Tommaso da Ferrara del 1500, Tempo di Mussolini, 1938.
- L'ordinamento dello stato corporativo nel pensiero di Mussolini e nelle decisioni del Gran Consiglio del Fascismo, Tempo di Mussolini, 1939.
- Le origini del potere politico: "Omnis potestas a Deo" nelle discussioni degli scrittori politici del Trecento, Tempo di Mussolini, 1940.
- Machiavelli contro l'Antiroma, Tempo di Mussolini, 1940.
- Il concetto di popolo nel pensiero di Hitler, Tempo di Mussolini, 1941.
- Il problema morale della rivoluzione fascista, Tempo di Mussolini, 1941.
- La crociata antimaterialistica dell'asse, Tempo di Mussolini, 1941.
- Storia e dottrina del Fascismo. Parte generale: Nozioni fondamentali, Milano, GUF, 1941-42.